# 검정뜸부기속
검정뜸부기속(학명: Laterallus)은 뜸부기과에 속하는 조류로서, 대부분 신대륙에서 자생한다.

## 하위 종
- 적갈색옆구리뜸부기 (Laterallus melanophaius)
- 붉은옆구리뜸부기 (Laterallus levraudi)
- 밝은밤색뜸부기 (Laterallus ruber)
- 아메리카흰멱뜸부기 (Laterallus albigularis)
- 아메리카회색가슴뜸부기 (Laterallus exilis)
- 검정뜸부기 (Laterallus jamaicensis)
  - 후닌뜸부기 (Laterallus jamaicensis tuerosi)
- 갈라파고스뜸부기 (Laterallus spilonota)
- 점무늬날개뜸부기 (Laterallus spinoptera)
- 이낵세시블뜸부기 (Laterallus rogersi)
- 빨강흰색뜸부기 (Laterallus leucopyrrhus)
- 적갈색뺨뜸부기 (Laterallus xenopterus)

## 참고 문헌
- Taylor, B., & B. van Perlo (1998). Rails – A Guide to the Rails, Crakes, Gallinules and Coots of the World. ISBN 1-873403-59-3